# Баялица, Милош
Милош Баялица (серб. Милош Бајалица; род. 15 декабря 1981, Белград) — сербский футболист, защитник.

## Карьера
Своей игрой за небольшие сербские команды игрок доказал, что может играть и в известной команде, так он попал в «ОФК Белград». Новый тренер команды, Ратко Достанич назначил его капитаном сербского клуба. За игрой Баялицы наблюдали многие клубы, однако он подписал контракт с «Црвеной Звездой». За новую команду был заявлен в Еврокубки, отметился удалением в матче группового этапа против мюнхенской «Баварии», всего принял участие в трех еврокубковых матчах сезона 2007/08.
В 2008 году он переехал в Японию, где выступал за команду «Нагоя Грампус». По окончании сезона 2009 года клуб не стал продлевать контракт.
17 февраля 2010 года на официальном сайте команды «Хэнань Констракшн» появилась информация, что сербский футболист будет играть за клуб, вместе с ещё одним представителем Сербии Гораном Гавранчичем. В июне того же года перешёл в команду «Шэньси Чаньба».